# Daniele Bracciali
Daniele Bracciali (ur. 10 stycznia 1978 w Arezzo) – włoski tenisista, reprezentant w Pucharze Davisa, olimpijczyk z Londynu (2012).

## Kariera tenisowa
Występując jeszcze jako junior Bracciali wygrał dwa turnieje wielkoszlemowe w grze podwójnej z roku 1996: Australian Open i Wimbledon, grając za każdym razem w parze z Kanadyjczykiem Jocelynem Robichaudem.
Karierę zawodową rozpoczął w roku 1995. W grze pojedynczej wygrał jeden turniej rangi ATP World Tour, na kortach ziemnych w Casablance z 2006 roku. W finale pokonał wynikiem 6:1, 6:4 Nicolása Massú.
W grze podwójnej Włoch odniósł sześć triumfów w zawodach ATP World Tour z trzynastu rozegranych finałów.
W latach 2005–2013 reprezentował Włochy w Pucharze Davisa odnosząc 8 zwycięstw na 17 rozegranych meczów.
W 2015 roku Włoch został dożywotnio zdyskwalifikowany przez Włoską Federację Tenisa za korupcję i ustawianie spotkań. Po apelacji karę zmniejszono jednak do jednego roku. W 2018 roku został dożywotnio zdyskwalifikowany przez Międzynarodową Federację Tenisową z powodu ustawiania meczów i naruszenia zasad antykorupcyjnych.
Najwyżej sklasyfikowany w rankingu singlistów był na 49. miejscu w koniec maja 2006 roku, natomiast w zestawieniu deblistów w czerwcu 2012 roku zajmował 21. pozycję.

### Finały w turniejach ATP World Tour
| Legenda                                      |
| -------------------------------------------- |
| Wielki Szlem                                 |
| Igrzyska olimpijskie                         |
| Tennis Masters Cup / ATP Finals              |
| ATP Masters Series / ATP Tour Masters 1000   |
| ATP International Series Gold / ATP Tour 500 |
| ATP International Series / ATP Tour 250      |

#### Gra pojedyncza (1–0)
| Końcowy wynik | Nr | Data        | Turniej    | Nawierzchnia | Przeciwnik    | Wynik finału |
| ------------- | -- | ----------- | ---------- | ------------ | ------------- | ------------ |
| Zwycięzca     | 1. | 1 maja 2006 | Casablanca | Ceglana      | Nicolás Massú | 6:1, 6:4     |

#### Gra podwójna (6–7)
| Końcowy wynik | Nr | Data                 | Turniej          | Nawierzchnia    | Partner            | Przeciwnicy                           | Wynik finału        |
| ------------- | -- | -------------------- | ---------------- | --------------- | ------------------ | ------------------------------------- | ------------------- |
| Finalista     | 1. | 15 lutego 2004       | Mediolan         | Dywanowa (hala) | Giorgio Galimberti | Jared Palmer Pavel Vízner             | 4:6, 4:6            |
| Zwycięzca     | 1. | 6 lutego 2005        | Mediolan         | Dywanowa (hala) | Giorgio Galimberti | Jean-François Bachelot Arnaud Clément | 6:7(8), 7:6(6), 6:4 |
| Zwycięzca     | 2. | 1 listopada 2010     | Petersburg       | Twarda (hala)   | Potito Starace     | Rohan Bopanna Aisam-ul-Haq Qureshi    | 7:6(6), 7:6(5)      |
| Finalista     | 2. | 9 stycznia 2011      | Ad-Dauha         | Twarda          | Andreas Seppi      | Marc López Rafael Nadal               | 3:6, 6:7(4)         |
| Zwycięzca     | 3. | 19 czerwca 2011      | 's-Hertogenbosch | Trawiasta       | František Čermák   | Robert Lindstedt Horia Tecău          | 6:3, 2:6, 10–8      |
| Zwycięzca     | 4. | 6 sierpnia 2011      | Kitzbühel        | Ceglana         | Santiago González  | Franco Ferreiro André Sá              | 7:6(1), 4:6, 11–9   |
| Zwycięzca     | 5. | 25 września 2011     | Bukareszt        | Ceglana         | Potito Starace     | Julian Knowle David Marrero           | 3:6, 6:4, 10–8      |
| Finalista     | 3. | 15 kwietnia 2012     | Casablanca       | Ceglana         | Fabio Fognini      | Dustin Brown Paul Hanley              | 5:7, 3:6            |
| Finalista     | 4. | 21 października 2012 | Moskwa           | Twarda (hala)   | Simone Bolelli     | František Čermák Michal Mertiňák      | 5:7, 3:6            |
| Finalista     | 5. | 16 czerwca 2013      | Halle            | Trawiasta       | Jonatan Erlich     | Santiago González Scott Lipsky        | 2:6, 6:7(3)         |
| Finalista     | 6. | 2 sierpnia 2014      | Kitzbühel        | Ceglana         | Andriej Gołubiew   | Henri Kontinen Jarkko Nieminen        | 1:6, 4:6            |
| Zwycięzca     | 6. | 29 lipca 2018        | Gstaad           | Ceglana         | Matteo Berrettini  | Denys Mołczanow Igor Zelenay          | 7:6(2), 7:6(5)      |
| Finalista     | 7. | 4 sierpnia 2018      | Kitzbühel        | Ceglana         | Federico Delbonis  | Roman Jebavý Andrés Molteni           | 2:6, 4:6            |